# Dušan Repovš (matematik)
Dušan D. Repovš [dúšan d repóvš], slovenski matematik, * 30. november 1954, Ljubljana.
Rodil se je zdravniku Dušanu Repovšu (1928–2022). Leta 1977 je diplomiral na Univerzi v Ljubljani in leta 1983 doktoriral na Državni univerzi Floride v Tallahasseeju. Bil je štipendist Raziskovalne skupnosti Slovenije in Fulbrightovega sklada.
Leta 1993 je bil izvoljen v naziv rednega profesorja za geometrijo in topologijo na Univerzi v Ljubljani, na kateri je zaposlen na Fakulteti za matematiko in fiziko ter na Pedagoški fakulteti, kot predstojnik katedre za geometrijo in topologijo. Od leta 1983 je vodja nacionalne raziskovalne skupine za nelinearno analizo, topologijo in geometrijo, ki na Inštitutu za matematiko, fiziko in mehaniko (IMFM) izvaja številne nacionalne in mednarodne projekte (ZDA, Japonska, Rusija, Kitajska, Francija, Italija, Španija, Izrael, Velika Britanija, Poljska, Madžarska, Romunija, Slovaška, idr.). Javna agencija  za raziskovalno dejavnost Republike Slovenije je to skupino izbrala med najboljše v Sloveniji.
Profesor Repovš je vodilni strokovnjak na področju nelinearne analize in topologije v Sloveniji ter eden najbolj znanih slovenskih matematikov v svetu. Doslej je objavil že preko 450 raziskovalnih člankov in imel preko 400 vabljenih predavanj na mednarodnih konferencah in kolokvijih na univerzah v številnih državah širom po svetu. Njegovi najpomembnejši rezultati na področju topologije so rešitev klasičnega problema o prepoznavanju topoloških  3-mnogoterosti, dokaz kriterija o celularnosti v dimenziji 4 in dokaz Lipschitzovega primera klasične Hilbert-Smithove domneve. V 1980-ih je postavil domnevo o aproksimacijah preslikav 2-mnogoterosti v 3-mnogoterosti, ki je še vedno odprta. Njegove raziskave na področju parcialnih diferencialnih enačb. pokrivajo zelo širok spekter: probleme z nestandardno rastjo (variabilni eksponenti, anizotropni problemi, dvofazni problemi), kvalitativno analizo rešitev semilinearnih in kvazilinearnih PDE (Dirichletovi, Neumannovi, Robinovi robni pogoji), singularne in degenerirane probleme (razpih robu, singularne reakcije), probleme z neenačbami (variacijski, hemivariacijski, oboji stacionarni ali evolucijski). Analiza teh problemov kombinira originalne metode na preseku nelinearne funkcionalne analize, teorije kritičnih točk, variacijske, topološke in analitične metode, matematične fizike in drugih.
Objavil je monografijo o nelinearni analizi, monografijo o parcialnih diferencialnih enačbah s spremenljivimi eksponenti, monografijo o zveznih selekcijah večličnih preslikav, ter monografijo o višje-dimenzionalnih posplošenih mnogoterostih, kot tudi univerzitetni učbenik iz topologije. Je član uredniških odborov številnih znanstvenih revij: Journal of Mathematical Analysis and Applications, Advances in Nonlinear Analysis, Boundary Value Problems, Complex Variables and Elliptic Equations in drugih.
Za izjemne raziskovalne rezultate je leta 2014 prejel častni doktorat Univerze v Craiovi, leta 2009 medaljo Bogolyubova, ki mu jo je podelil Ukrajinski matematični kongres v Kievu, leta 1997 nagrado Republike Slovenije za znanstvenoraziskovalno delo (sedaj Zoisova nagrada), leta 1995 pa so mu podelili priznanje Ambasador znanosti Republike Slovenije za izjemno uspešno promocijo slovenske znanosti v svetu. Leta 2018 je prejel Zlato plaketo Univerze v Ljubljani za izjemne zasluge pri razvijanju znanstvenega dela in za krepitev ugleda univerze. Leta 2018 je Javna agencija za raziskovalno dejavnost Republike Slovenije izbrala članek med najboljše raziskovalne dosežke leta. Clarivate Analytics (prej Thomson Reuters) ga je izbral med najbolj citirane raziskovalce za leto 2021.
Je član European Academy of Sciences and Arts, Accademia Peloritana dei Pericolanti (Messina), New York Academy of Sciences, American Mathematical Society, European Mathematical Society, London Mathematical Society,  Mathematical Society of Japan, Moscow Mathematical Society, French Mathematical Society, Swiss Mathematical Society, in drugih. Bil je med ustanovnimi člani Inženirske akademije Slovenije.